# 南岡正剛
南岡 正剛（みなみおか せいごう）は、日本の実業家。レンタルのニッケン代表取締役社長や、日本建設機械レンタル協会常任理事を務めた。

## 人物・経歴
大阪府出身。1982年関西学院大学法学部卒業、三菱商事入社。1990年から2年半、テヘランのイラン三菱商事会社に駐在。2007年三菱商事レンタル・建機事業ユニット部長。2015年三菱商事理事機械グループCEOオフィス経営計画担当。2018年レンタルのニッケン取締役副社長。2019年からレンタルのニッケン代表取締役社長として、ポートフォリオ見直しの強化を進めた。また、日本建設機械レンタル協会常任理事、生産技術パートナーズ取締役、ニッケン不動産取締役なども務めた。